# 新潟砂丘
新潟砂丘（にいがたさきゅう）は、新潟県の海岸部に位置する砂丘。

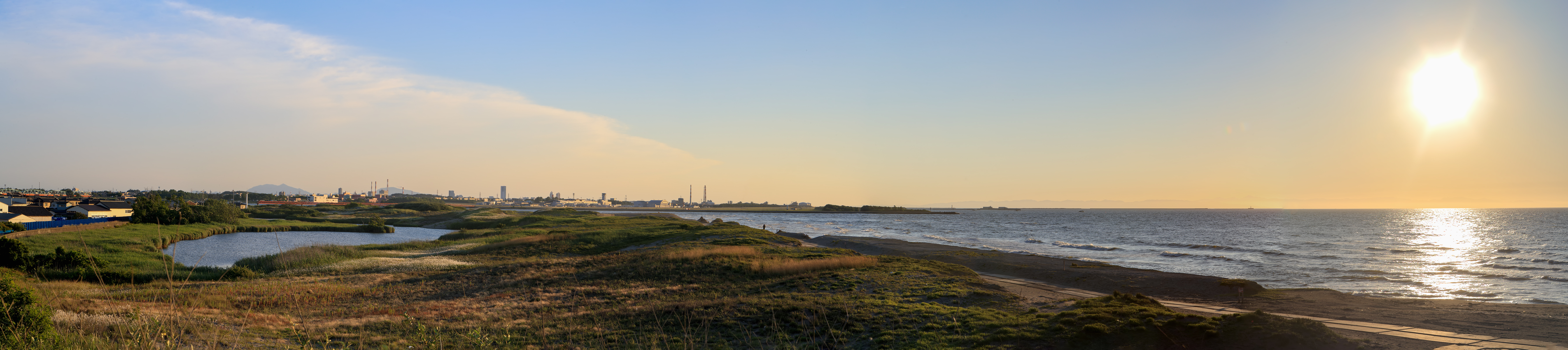
新潟砂丘と松浜の池、右手は日本海

## 概要
完新世にできた砂丘で、長さ約70kmに及ぶ。砂は固結してなく、さらさらしている。
鳥取砂丘など日本海側の砂丘は、一般的に新砂丘の下に厚い古砂丘を伴っており、2階建ての構造をしている。新潟県では柏崎平野の荒浜砂丘、頚城平野の潟町砂丘がこの構造をもつが、新潟砂丘はこれらの構造とは異なり古砂丘が無く、新砂丘のみが厚く、しかも10列もの砂丘が列状に並ぶ横列砂丘をなしている。
この砂丘が排水の障害となったため内陸側には湿原や潟が多く形成され、阿賀野川を含む多くの河川は直接海に出ずに信濃川河口に合流する形となっていたが、近世以降その排水のために松ヶ崎掘割や新川など砂丘を貫く人工流路が数多く建設されて現在に至っている（図は#外部リンクの上2つを参照）。

## 地理
新潟砂丘は現在の海岸砂丘が最も大きく、北東部の村上市岩船港から南西部の角田山麓まで連続して分布する。新潟市付近では、内陸部にも9列ほどの砂丘があり、位置する地名をとって亀田砂丘・石山砂丘などと呼ばれている。新砂丘は内陸部から新砂丘I（亀田砂丘）、新砂丘II（石山砂丘、紫竹山砂丘、牡丹山砂丘）、新砂丘III（物見山砂丘）などの砂丘列があり、赤塚付近では標高52メートルに及ぶ。これらの砂丘列は、新潟東港以東（胎内市中条）及び、角田山麓付近で収斂している。砂丘は地盤が安定し、生活上安全な場所であった。